# Un mondo d'amore (film)
Un mondo d'amore è un film del 2003 diretto da Aurelio Grimaldi; tratto da un episodio biografico della vita di Pier Paolo Pasolini, racconta le vicende relative all'accusa di corruzione di minorenni ricevuta a seguito d'una denuncia anonima.

## Trama
Il ventisettenne professore di lettere della scuola media di Casarsa Pasolini, nonché attivista comunista (è segretario cittadino della locale sezione), viene convocato alla stazione dei carabinieri del paese: deve rispondere della grave accusa d'aver intrattenuto rapporti sessuali con alcuni adolescenti del luogo una sera durante l'appena conclusa sagra contadina.
Cerca in un primo momento di difendersi affermando d'aver voluto sperimentare un episodio di vita narrato dal Premio Nobel della letteratura André Gide in uno dei suoi libri; ma il carabiniere lo interrompe ed accusa sprezzantemente, non sa neppure lui, chi sia questo francese chiamato "Gide": di certo uno dei tanti pervertiti stranieri che rovinano la mente sana del popolo.
Siamo nell'inverno 1949-50: incriminato di atti osceni in luogo pubblico e corruzione di minori viene immediatamente espulso dal Partito Comunista Italiano per "indegnità morale" e "spirito decadente alla Jean Paul Sartre". Si troverà così costretto, dopo mesi di pressioni sociali sempre più intollerabili, ad abbandonare l'amato Friuli e trasferirsi assieme alla madre a Roma.